# Половков, Александр Иванович
Алекса́ндр Ива́нович Половко́в (укр. Олександр Іванович Половков; 4 октября 1979, Свердловск, Украинская ССР, СССР) — украинский футболист, защитник.

## Биография
Футболом начал заниматься в Свердловске в ДЮСШ «Шахтёр», в 12 лет. Первый тренер — Н. В. Данченко.
С 1997 года по 2000 год выступал в чемпионате Луганской области за «Шахтёр» (Свердловск) и «Эллада» (Луганск). В июле 2000 года провёл два матча за «Динамо» (Стаханов) в Кубке ААФУ. В августе 2000 года перешёл в алчевскую «Сталь». В начале выступал за «Сталь-2», во Второй лиге. В команде дебютировал 26 августа 2000 года в матче против харьковского «Арсенала» (3:1). 20 августа 2001 года дебютировал в алчевской «Стали» в матче против команды «Электрометаллург-НЗФ» (1:1).
В сезоне 2002/03 выступал в луганском «Шахтёре» на правах аренды. Летом 2007 года перешёл в луганскую «Зарю». В команде дебютировал 16 сентября 2007 года в матче против криворожского «Кривбасса» (1:2). В сезоне 2008/09 провёл всего 5 матчей из-за травмы.
8 августа 2015 года сыграл за сборную ЛНР в товарищеском матче против ДНР (4:1).
Александр Половков — мастер спорта Украины по футболу.

## Личная жизнь
Женат, имеет дочь Арину. Имеет средне-техническое образование и неполное высшее. В начале октября 2006 года попал в автомобильную аварию. В его машину «Audi» врезался грузовик «КамАЗ», подушка безопасности спасла Александра от повреждений. Его машина после столкновения не подлежит ремонту. Половков спонсор детского футбольного турнира в Свердловске. Идею турнира подал один из его первых тренеров Владимир Дмитриевич Иванов. Он и сейчас занимается детским футболом.

## Статистика
| Сезон   | Клуб              | Лига         | Чемпионат | Чемпионат | Кубок | Кубок | Дубль | Дубль | Еврокубки | Еврокубки |
| Сезон   | Клуб              | Лига         | Игры      | Голы      | Игры  | Голы  | Игры  | Голы  | Игры      | Голы      |
| ------- | ----------------- | ------------ | --------- | --------- | ----- | ----- | ----- | ----- | --------- | --------- |
| 2000/01 | Сталь-2 (Алчевск) | Вторая лига  | 19        | 1         | —     | —     | —     | —     | —         | —         |
| 2001/02 | Сталь-2 (Алчевск) | Вторая лига  | 16        | 0         | —     | —     | —     | —     | —         | —         |
| 2001/02 | Сталь (Алчевск)   | Первая лига  | 14        | 1         | 0     | 0     | —     | —     | —         | —         |
| 2002/03 | Шахтёр (Луганск)  | Вторая лига  | 24        | 4         | 1     | 0     | —     | —     | —         | —         |
| 2003/04 | Сталь (Алчевск)   | Первая лига  | 34        | 4         | 5     | 0     | —     | —     | —         | —         |
| 2004/05 | Сталь (Алчевск)   | Первая лига  | 33        | 3         | 3     | 0     | —     | —     | —         | —         |
| 2005/06 | Сталь (Алчевск)   | Высшая лига  | 27        | 0         | 2     | 0     | 0     | 0     | —         | —         |
| 2006/07 | Сталь (Алчевск)   | Высшая лига  | 28        | 2         | 3     | 0     | 2     | 0     | —         | —         |
| 2007/08 | Заря (Луганск)    | Высшая лига  | 17        | 0         | 0     | 0     | 7     | 0     | —         | —         |
| 2008/09 | Заря (Луганск)    | Премьер-лига | 5         | 0         | 2     | 0     | 3     | 0     | —         | —         |
| 2009/10 | Заря (Луганск)    | Премьер-лига | 1         | 0         | 0     | 0     | 0     | 0     | —         | —         |